# ليه جونسون
ليه جونسون (بالإنجليزية: Les Johnson)‏ هو دبلوماسي وسياسي أسترالي، ولد في 22 نوفمبر 1924 في أستراليا، وتوفي في 26 مايو 2015 في أستراليا. حزبياً، نشط في حزب العمال الأسترالي. وقد انتخب عضو مجلس النواب الأسترالي عن دائرة Division of Hughes ‏ (25 أكتوبر 1969 – 19 ديسمبر 1983) وانتخب عضو مجلس النواب الأسترالي عن دائرة Division of Hughes ‏ (10 ديسمبر 1955 – 26 نوفمبر 1966).